# Pénélope marail
Penelope marail
Espèce
Statut de conservation UICN

 LC  : Préoccupation mineure
La Pénélope marail (Penelope marail) est une espèce d'oiseaux de la famille des Cracidae.

## Répartition
Cet oiseau peuple le plateau des Guyanes et régions avoisinantes du nord du Brésil.

## Habitat
Elle vit dans les forêts humides de plaine subtropicales et tropicales.

## Liste des sous-espèces
Selon la classification de référence du Congrès ornithologique international (version 15.1, 2025) :
- Penelope marail jacupeba Spix, 1825 — sud-est du Venezuela et nord du Brésil ;
- Penelope marail marail (Müller, PLS, 1776) — est du Venezuela et plateau des Guyanes.